# Шанло
Шанло́ (кит. упр. 商洛, пиньинь Shāngluò) — городской округ в провинции Шэньси КНР. Название означает «горы Шаншань и река Лошуй».

## География
Шанло расположен в юго-восточной части провинции Шэньси, на границе с провинциями Хэнань и Хубэй. Этот регион, лежащий южнее хребта Циньлин, известен как Шэннань (Южная Шэньси) и включает в свой состав, кроме Шанло, округа Ханьчжун и Анькан.

### Климат
В Шанло субтропический океанический климат, подверженный сильному влиянию муссонов. Зима прохладная, лето — влажное и жаркое (однако температура летом здесь более умеренная, чем в Сиане). Средняя температура колеблется от 0,5 °C в январе до 24,3 °C в июле. Около 60 % годового количества осадков выпадает с июня по сентябрь. Ежегодно бывает около 2 тыс. часов яркого солнечного света.

## История
При империи Западная Цзинь в 266 году был создан округ Шанло (上洛郡), которому подчинялись уезды Шанло (上洛县) и Шансянь (商县). При империи Северная Вэй в 439 году была создана административная единица более высокого уровня — область Цзинчжоу (荆州), власти которой также разместились в Шанло. В 439 году область Цзинчжоу была переименована в Лочжоу (洛州). При империи Северная Чжоу в 578 году область Лочжоу была переименована в Шанчжоу (商州).
При империи Суй в 607 году область Шанчжоу была переименована в округ Шанло (上洛郡), но при империи Тан в 618 году округ Шанло вновь стал областью Шанчжоу. В 742 году область Шанчжоу была опять переименована в округ Шанло, в 758 году округ Шанло вновь стал областью Шанчжоу.
При империи Мин в 1374 году область Шанчжоу была понижена в статусе до уезда, став уездом Шансянь (商县), но в 1477 году уезд был вновь поднят в статусе до области. При империи Цин в 1725 году область Шанчжоу была дополнительно повышена в статусе, став «непосредственно управляемой» (то есть стала подчиняться напрямую правительству провинции, минуя промежуточное звено в виде управы).
После Синьхайской революции в Китае была проведена реформа структуры административного деления, и в 1913 году области были упразднены.
Во время гражданской войны эти места перешли под контроль коммунистов в мае 1949 года. В 1950 году был создан Специальный район Шанло (商雒专区). В 1958 году в рамках общекитайской кампании по укрупнению административных единиц ряд уездов был присоединён к другим, но в 1961 году они были восстановлены в прежних границах. В 1964 году в рамках национальной программы по упрощению иероглифов иероглиф 雒 из названия специального района был заменён на 洛. В 1969 году Специальный район Шанло был переименован в Округ Шанло (商洛地区).
В 1988 году уезд Шансянь был преобразован в городской уезд Шанчжоу (县级商州市).
В 2002 году постановлением Госсовета КНР были расформированы округ Шанло и городской уезд Шанчжоу, и образован городской округ Шанло; территория бывшего городского уезда Шанчжоу стала районом Шанчжоу в его составе.

## Население
В Шанло повсеместно преобладают ханьцы, в городах встречаются значительные общины хуэй.
Большое число рабочих мигрантов из Шанло уезжают на заработки в Восточный Китай, особенно в Шанхай и провинции Чжэцзян и Цзянсу.

## Административно-территориальное деление
Городской округ Шанло делится на 1 район, 6 уездов:
| Карта                                                 | Карта    | Карта     | Карта         | Карта            | Карта         | Карта                      |
| ----------------------------------------------------- | -------- | --------- | ------------- | ---------------- | ------------- | -------------------------- |
| Шанчжоу Лонань Даньфэн Шаннань Шаньян Чжэньань Чжашуй |          |           |               |                  |               |                            |
| Статус                                                | Название | Иероглифы | Пиньинь       | Население (2009) | Площадь (км²) | Плотность населения (/км²) |
| Район                                                 | Шанчжоу  | 商州区    | Shāngzhōu qū  | 550 000          | 2672          | 205,84                     |
| Уезд                                                  | Лонань   | 洛南县    | Luònán xiàn   | 450 000          | 2562          | 175,64                     |
| Уезд                                                  | Даньфэн  | 丹凤县    | Dānfèng xiàn  | 302 000          | 2438          | 123,87                     |
| Уезд                                                  | Шаннань  | 商南县    | Shāngnán xiàn | 240 000          | 2307          | 104,03                     |
| Уезд                                                  | Шаньян   | 山阳县    | Shānyáng xiàn | 440 000          | 3515          | 125,18                     |
| Уезд                                                  | Чжэньань | 镇安县    | Zhèn'ān xiàn  | 300 000          | 3487          | 86,03                      |
| Уезд                                                  | Чжашуй   | 柞水县    | Zhàshuǐ xiàn  | 150 000          | 2322          | 64,60                      |

## Экономика
Шанло расположен на южном склоне горного хребта Циньлин — естественной границы между севером и югом Китая. Климат города подходит для выращивания широкого круга сельскохозяйственных культур, в том числе грибов, грецких орехов и чая. По итогам 2022 года экспорт сельскохозяйственной продукции из Шанло увеличился на 63 %, достигнув 158 млн юаней (23,28 млн долл. США). Экспорт съедобных грибов достиг 129 млн юаней (19 млн долл. США), составив 81 % от общего объема экспорта сельхозпродукции Шанло.
В округе развиты переработка пшеницы, чая, грибов и орехов; изготовление пшеничной муки и лонаньской лапши; сельский туризм в живописных горных деревнях.

## Транспорт

### Автомобильный
Через территорию округа пролегают национальное шоссе Годао 312 (Шанхай — Кульджа) и скоростная автомагистраль G65 или Baomao Expressway (Баотоу — Маомин). На трассе G65 в 2007 году открылся 18-километровый Чжуннаньшаньский тоннель.

### Железнодорожный
Через Шанло пролегает линия Сиань — Анькан. Важное значение имеют грузовые перевозки из Шанло через Сиань в Центральную Азию.

## Наука и образование
В горах Циньлин создана климатическая обсерватория Китайского метеорологического управления.

## Достопримечательности
- Наскальные гробницы эпохи Восточная Хань[8]
- Музей города Шанло

## Города-побратимы
- Эммен
- Чинан